# 吉備津神社

社家賀陽家の家紋（輪違い紋）
（わちがい もん）

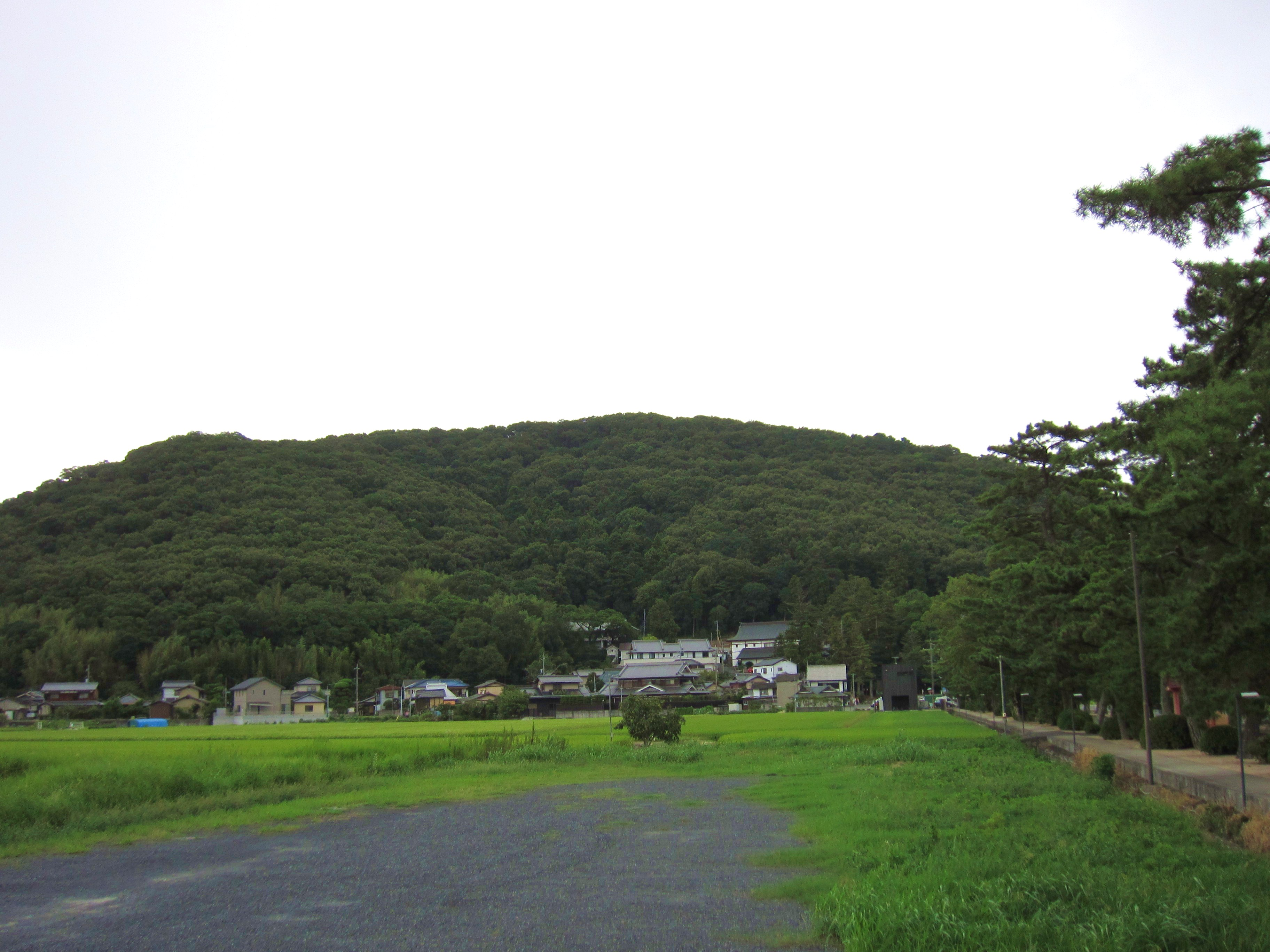
鎮座する吉備の中山右端は参道の松並木。

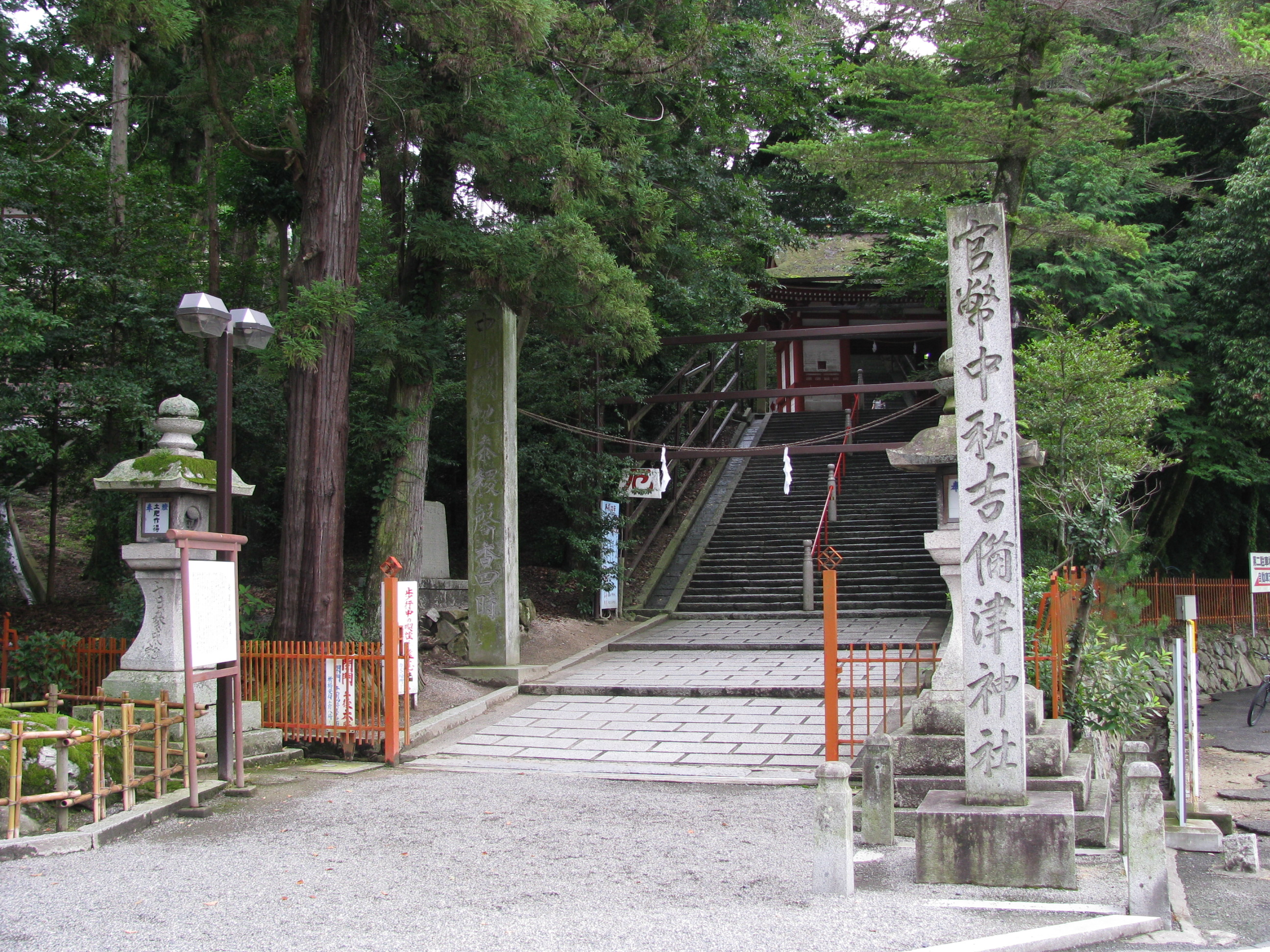
入り口の注連縄

吉備津神社（きびつじんじゃ）は、岡山県岡山市北区吉備津にある神社。式内社（名神大社）、備中国一宮。旧社格は官幣中社で、現在は神社本庁の別表神社。
『延喜式』では「吉備津彦神社（きびつひこじんじゃ）」と所載されている。2025年（令和7年）現在は「吉備津神社」が正式名である。

## 概要
岡山市西部、備前国と備中国の境の吉備中山（標高175メートル）の北西麓に北面して鎮座する。吉備中山は古来神体山とされ、北東麓には備前国一宮・吉備津彦神社が鎮座する。当社と吉備津彦神社とも、主祭神に、当地を治めたとされる大吉備津彦命を祀り、命の一族を配祀する。
本来は吉備国の総鎮守であったが、吉備国の三国への分割により備中国の一宮とされ、分霊が備前国・備後国の一宮（備前：吉備津彦神社、備後：吉備津神社）となったとされる。このことから備中の吉備津神社は「吉備総鎮守」「三備一宮」を名乗る。
足利義満造営とされる本殿は全国唯一の比翼入母屋造（吉備津造）で、拝殿とともに国宝に指定。また社殿3棟が国の重要文化財に指定されている。釜の鳴る音で吉凶を占う鳴釜神事でも有名である。
当地出身の政治家犬養毅は、犬養家遠祖の犬飼健命が大吉備津彦命の随神であるとして、吉備津神社を崇敬したという。神池の畔に犬養毅の銅像が建てられ、吉備津神社の社号標も同人の揮毫によるものである。
「ウメ」・「ツバキ」・「サクラ」・「ボタン」・「ツツジ」・「サツキ」・「ハナショウブ」・「アジサイ」など花の名所でもある。またイチョウの紅葉の名所としても知られる。

## 祭神
祭神は次の9柱。
主祭神
- 大吉備津彦命（おおきびつひこのみこと）
第7代孝霊天皇の第3皇子で、元の名を「彦五十狭芹彦命（ひこいせさりひこのみこと、五十狭芹彦命）」。崇神天皇10年、四道将軍の1人として山陽道に派遣され、弟の若日子建吉備津彦命と吉備を平定した。その子孫が吉備の国造となり、古代豪族の吉備臣になったとされる。

相殿神
- 百田弓矢比売命（ももたゆみやひめのみこと） - 大吉備津彦命の后。
- 御友別命（みともわけのみことのみこと） - 大吉備津彦命の子孫。
- 仲彦命（なかつひこのみこと） - 大吉備津彦命の子孫。
- 千々速比売命（ちちはやひめのみこと） - 大吉備津彦命の姉。
- 倭迹迹日百襲姫命（やまとととひももそひめのみこと） - 大吉備津彦命の姉。
- 日子刺肩別命（ひこさすかたわけのみこと） - 大吉備津彦命の兄。
- 倭迹迹日稚屋媛命（やまとととひわかやひめのみこと） - 大吉備津彦命の妹。
- 彦寤間命（ひこさめまのみこと） - 大吉備津彦命の弟。
- 若日子建吉備津日子命（わかひこたけきびつひこのみこと） - 大吉備津彦命の弟。

古くは「吉備津五所大明神」として、正宮と他の4社の5社で1つの神社を成した（他4社の祭神は後述の「摂末社」項参照）。

## 歴史

### 創建
社伝によれば、祭神の大吉備津彦命は吉備中山の麓の茅葺宮に住み、281歳で亡くなって山頂に葬られたという。吉備津神社の創建については、仁徳天皇が大吉備津彦命の功績を称えて創建したとの説がある一方、社伝では5代目の子孫の加夜臣奈留美命が茅葺宮に社殿を造営し、命を祀ったのが始まりであるとする。

### 概史
朝廷からの篤い崇敬を受け、国史では承和14年（847年）に従四位下の神階を受けた記載が最初で、翌年には従四位上に進んだ。仁寿2年（852年）には神階が品位（ほんい）に変わって四品（しほん）が授けられ、10世紀には一品（いっぽん）まで昇叙された。
延長5年（927年）成立の『延喜式』神名帳では備中国賀夜郡に「吉備津彦神社 名神大」と記載され、名神大社に列している。
吉備津神社に対しては平安時代初期に朝廷から封戸が当てられ、寄進地を加えながら社地は拡大し、やがて権門に寄進されて荘園化した。
鎌倉時代初期になると仁和寺に寄進されてその所領となったが、南北朝時代には争乱により仁和寺の支配も脅かされた。さらに応仁の乱以降は備中国守護の細川氏や在地勢力の松田氏らに社領が支配されることもあった。
戦国時代末期には毛利氏の勢力が及んで清水宗治らが実質的に支配した。さらに豊臣秀吉による国内統一後は宇喜田秀家領となって社領の寄進を受けた。なお、仁和寺との支配関係も近世初期まで継続し、特に祭祀面で影響を受けていた。
江戸時代にはひとまず徳川氏の直轄地として備中代官小堀正次の支配下となり、その後、吉備津神社のある宮内村は庭瀬藩領となった。慶長6年（1601年）4月、徳川家康から160石が寄進され、境内敷地の除地60石を差し引くと100石で、宇喜多氏時代の石高を維持した。ところが、朱印状は単に「備中国宮内神領」となっていたため宛先をめぐって神社内の社家方と社僧方の間で相論となった。寛文3年（1663年）の寺社奉行の判決で社家方が本願を管理することを認められ、寛文5年（1665年）以降の朱印状は「吉備津大明神社領」と明記された。その後も境内には三重塔などの仏教施設は残され、僧侶による神前読経も続けられていた。
しかし、享保14年（1729年）、社家方から三重塔は経年劣化により修復困難で風雨や地震の際に危険であるとして寺社奉行に撤去願いが出され、仏教側はその差し止めを求めた。両者の相論は三重塔撤去の是非だけでなく、神社が神仏習合の宮であるか、唯一神道の社として神仏習合を廃するかの議論に発展した。寺社奉行は唯一神道か否かは直接判断しなかったが、三重塔の撤去を認め、寺院側が神社に関わることを否定して提訴の資格もないと判断した。享保期以降の境内図からは三重塔などの仏教建築物がなくなっており、この時期に神仏分離が完成したとみられている。
明治維新後、明治4年（1871年）に近代社格制度において国幣中社に列し、公称を現在の「吉備津神社」に定めた。1914年（大正3年）には官幣中社に昇格した。

### 神階
- 六国史時代における神階奉叙の記録
  - 承和14年（847年）10月22日、無位から従四位下 （『続日本後紀』） - 表記は「吉備津彦命神」。
  - 嘉祥元年（848年）2月21日、従四位上 （『続日本後紀』） - 表記は「吉備津彦命神」。
  - 仁寿2年（852年）2月20日、四品、官社に列す （『日本文徳天皇実録』） - 表記は「吉備津彦命神」。
  - 仁寿2年（852年）8月27日時点、四品 （『日本文徳天皇実録』） - 表記は「吉備津彦命神」。
  - 天安元年（857年）6月3日、四品から三品 （『日本文徳天皇実録』） - 表記は「吉備津彦命神」。
  - 天安3年（859年）1月27日、三品から二品 （『日本三代実録』） - 表記は「吉備都彦命」。
- 六国史以後
  - 天慶3年（940年）、一品

## 境内

### 本殿および拝殿

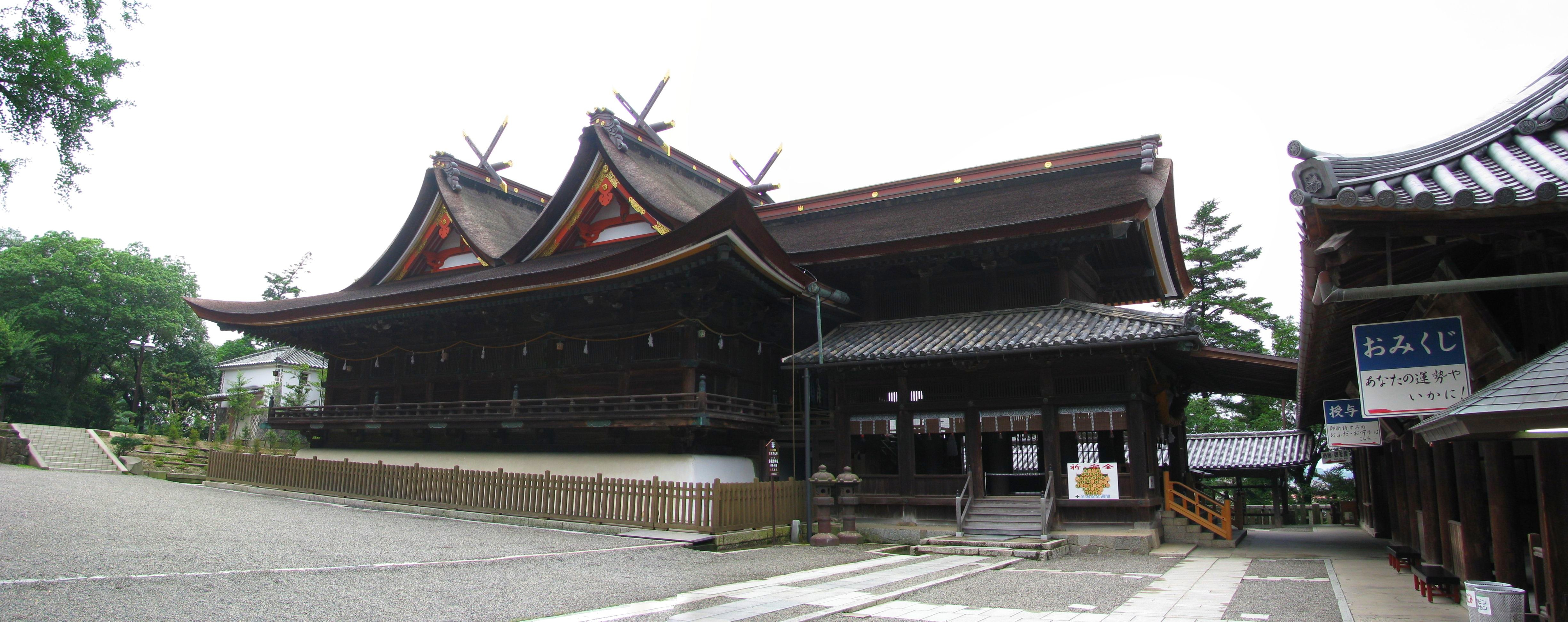
本殿と拝殿（国宝）

現存する本殿・拝殿は、室町時代の明徳元年（1390年）、後光厳天皇の命を受けた室町幕府3代将軍の足利義満が造営を開始し、応永32年（1425年）に遷座した。比翼入母屋造の本殿の手前に切妻造、平入りの拝殿が接続する。比翼入母屋造とは、入母屋造の屋根を前後に2つ並べた屋根形式で、「吉備津造」ともいう。
本殿の大きさは、出雲大社本殿、八坂神社本殿に匹敵するもので、随所に仏教建築の影響がみられる。地面より一段高く、漆喰塗の土壇（亀腹）の上に建ち、平面は桁行正面五間、背面七間、梁間八間で、屋根は檜皮葺とする。内部は中央に閉鎖的な内々陣とその手前の内陣があり、その周囲を一段低い中陣とし、中陣の手前はさらに一段低い朱の壇（あけのだん）とし、これらの周囲にさらに低い外陣が一周する。このように、外側から内側へ向けて徐々に床高を高くする特異な構造である。壁面上半には神社には珍しい連子窓をめぐらす。挿肘木、皿斗、虹梁の形状など、神社本殿に大仏様（だいぶつよう）を応用した唯一の例とされる。
拝殿は本殿と同時に造営され、桁行（側面）三間、梁間（正面）一間妻入りで、正面は切妻造・背面は本殿に接続。正面と側面には裳階（もこし）を設ける。屋根は本殿と同じく檜皮葺だが、裳階は本瓦葺きとする。これら本殿・拝殿は、合わせて1棟として国宝に指定されている。

### その他の社殿
- 御釜殿
江戸時代、慶長11年（1606年）の鉱山師・安原知種による再建。単層入母屋造の平入で、本瓦葺。南北に伸びた長方形で、北二間に釜を置く。金曜日を除く毎日、特殊神事の「鳴釜神事」が行われる。国の重要文化財に指定されている[10]。
- 回廊
戦国時代、天正年間（1573年 - 1591年）の造営とされる。総延長398メートル。岡山県指定文化財に指定されている[11]。
- 北随神門
室町時代、天文11年（1542年）の再建。単層入母屋造檜皮葺。神社正面からの参道途中に建てられている。国の重要文化財に指定されている[12]。
- 南随神門
南北朝時代、延文2年（1357年）の再建。吉備津神社では最古。単層入母屋造本瓦葺。本宮社への回廊途中に建てられている。国の重要文化財に指定されている[13]。

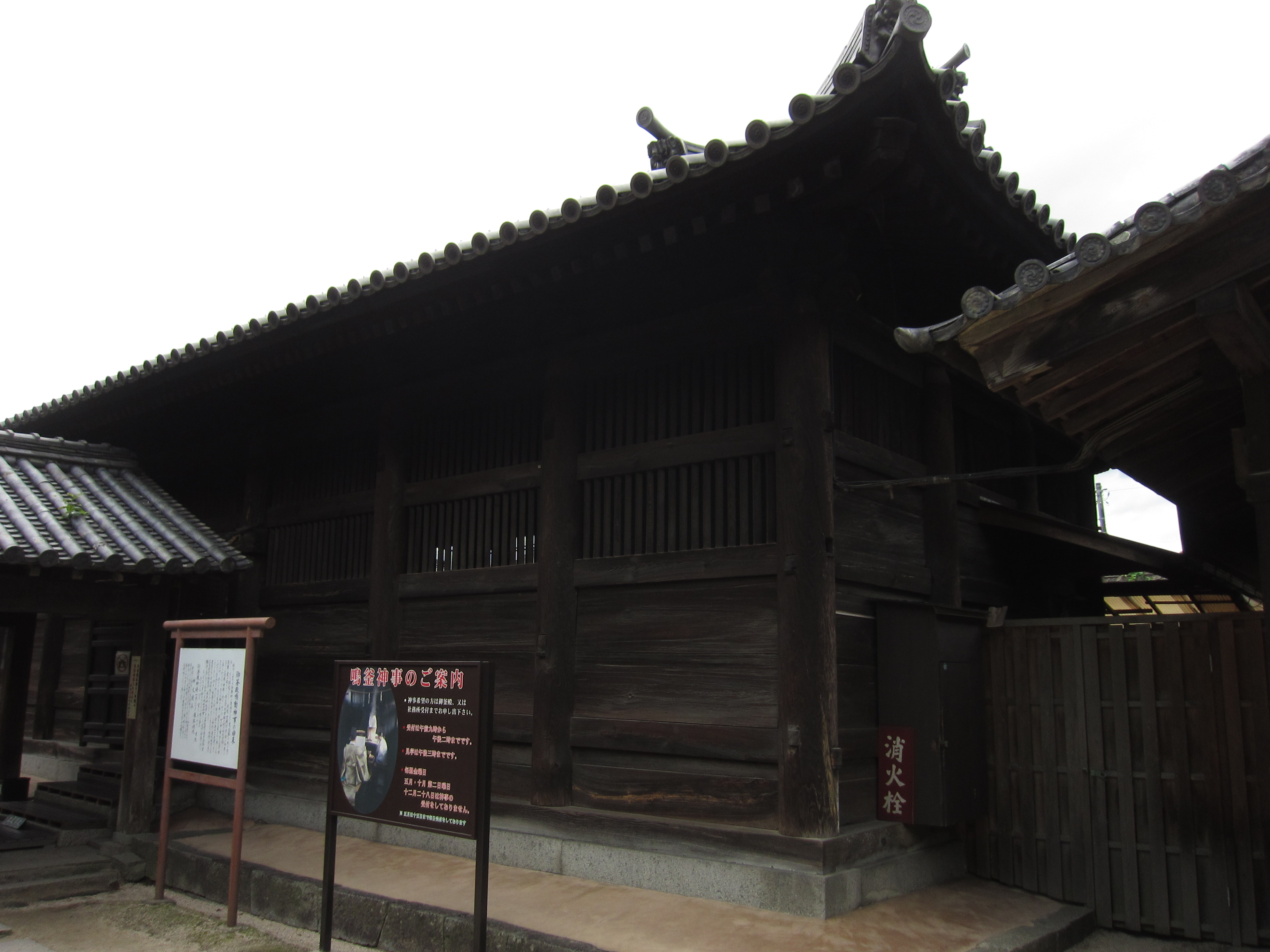
御釜殿（国の重要文化財）
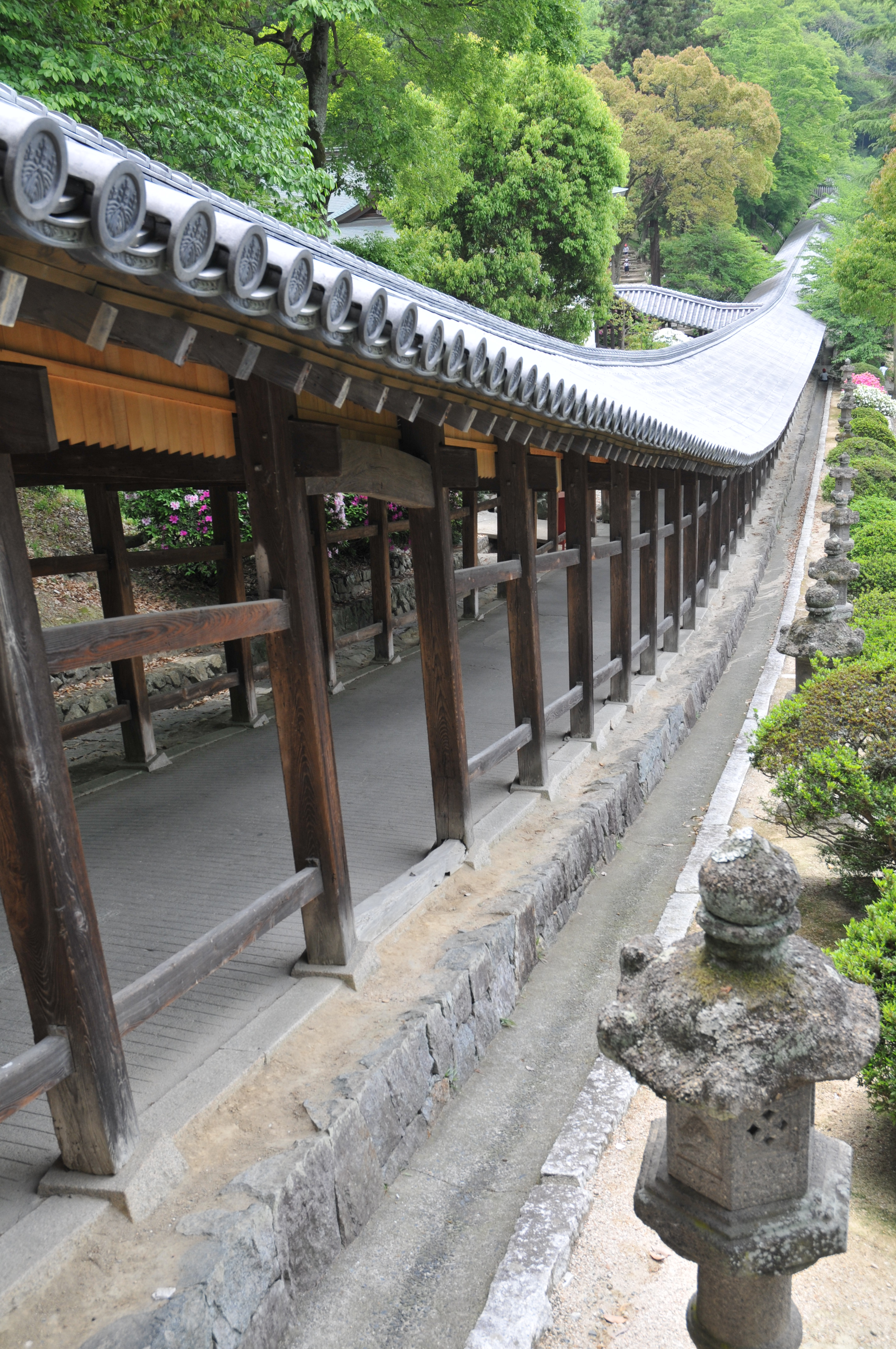
回廊
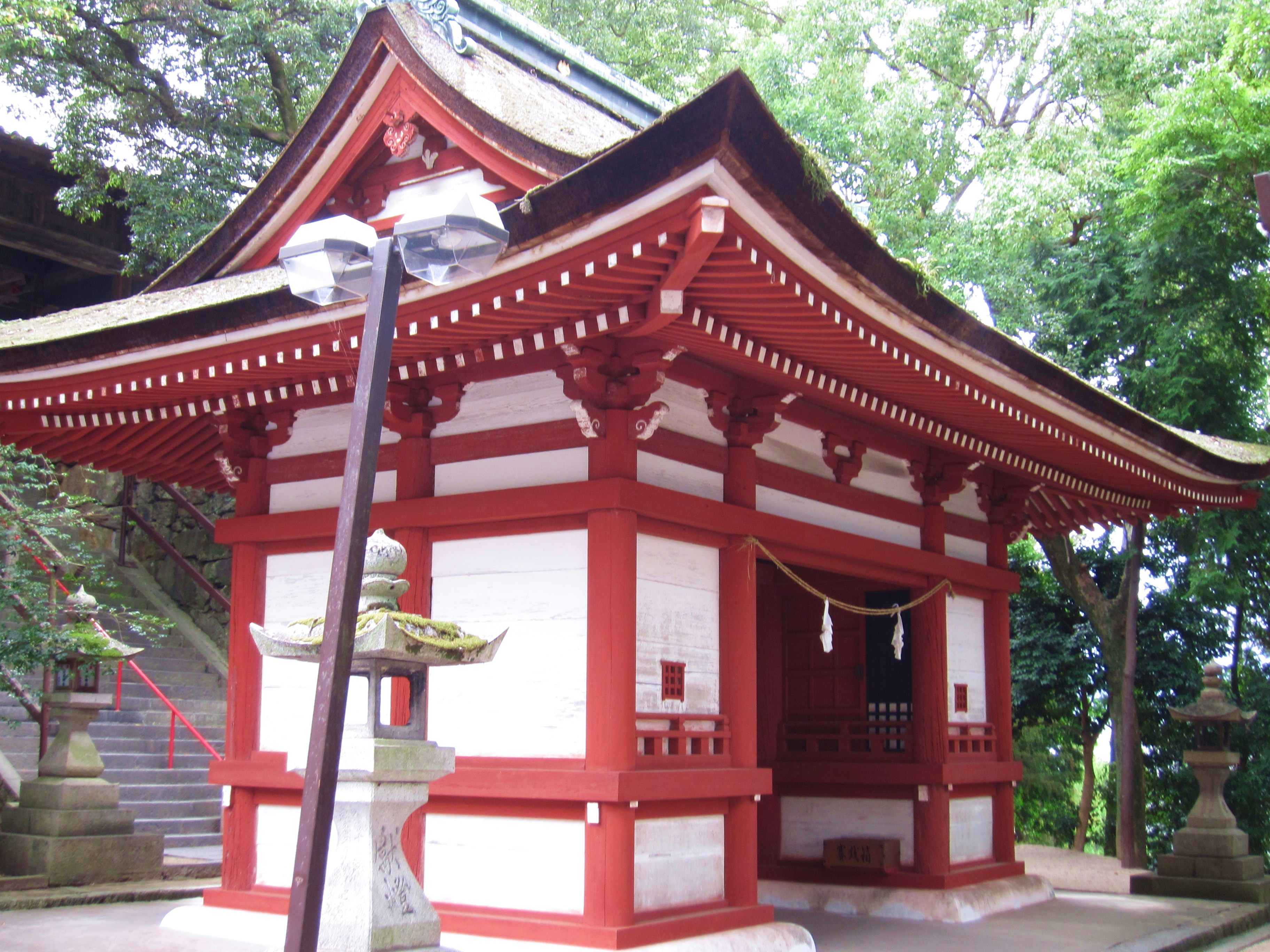
北随神門（国の重要文化財）
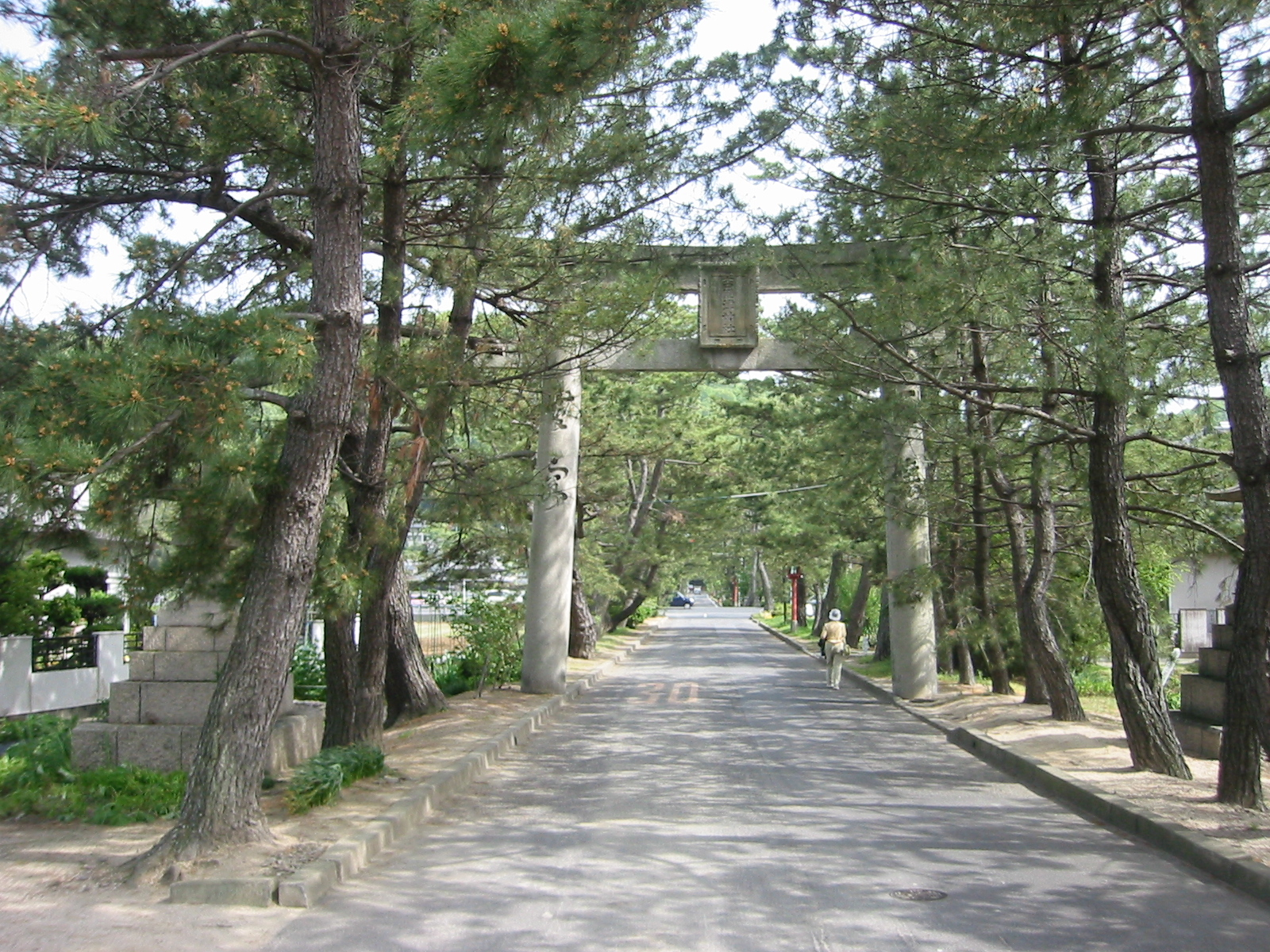
参道と二の鳥居
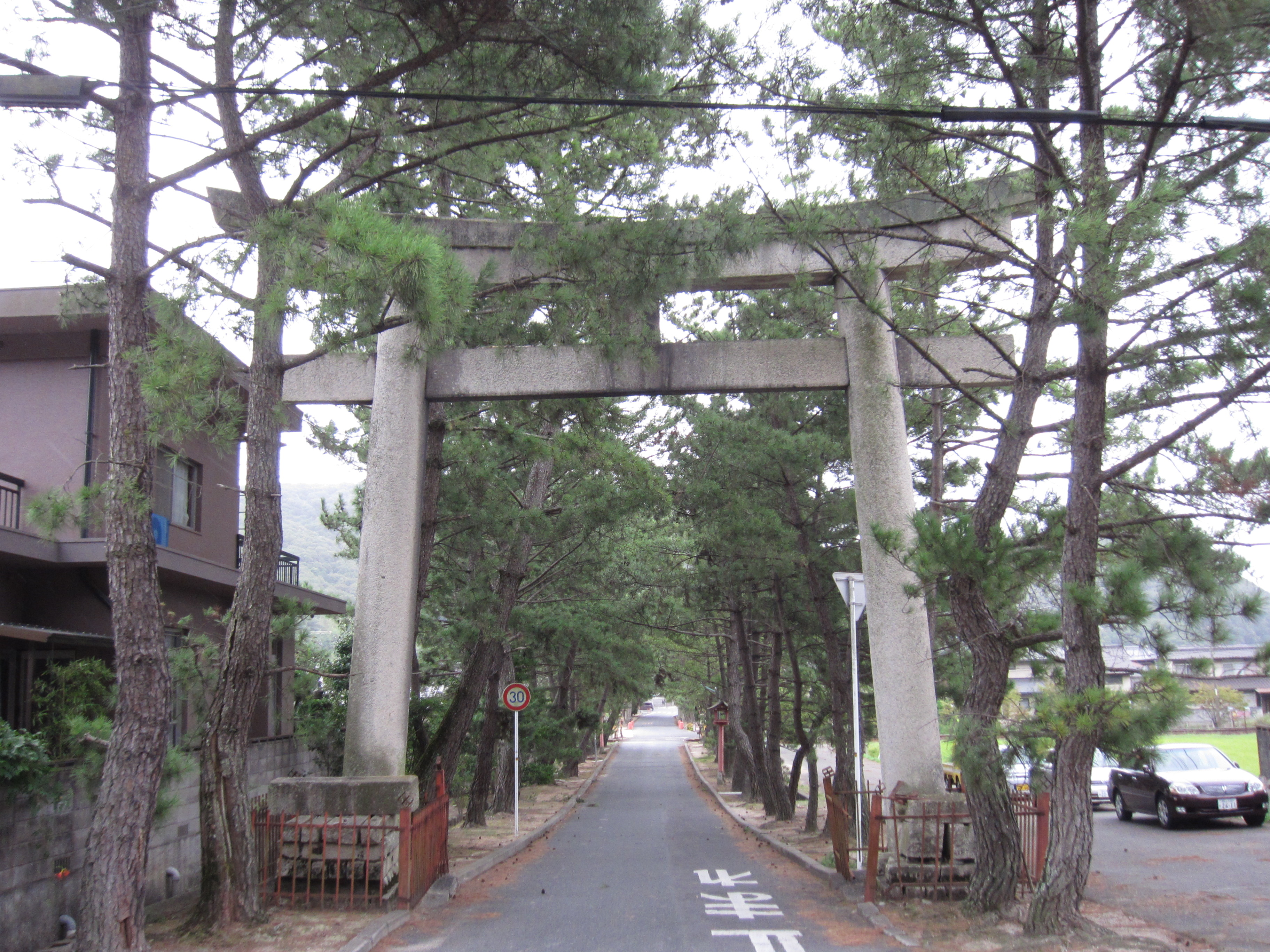
一の鳥居

## 摂末社

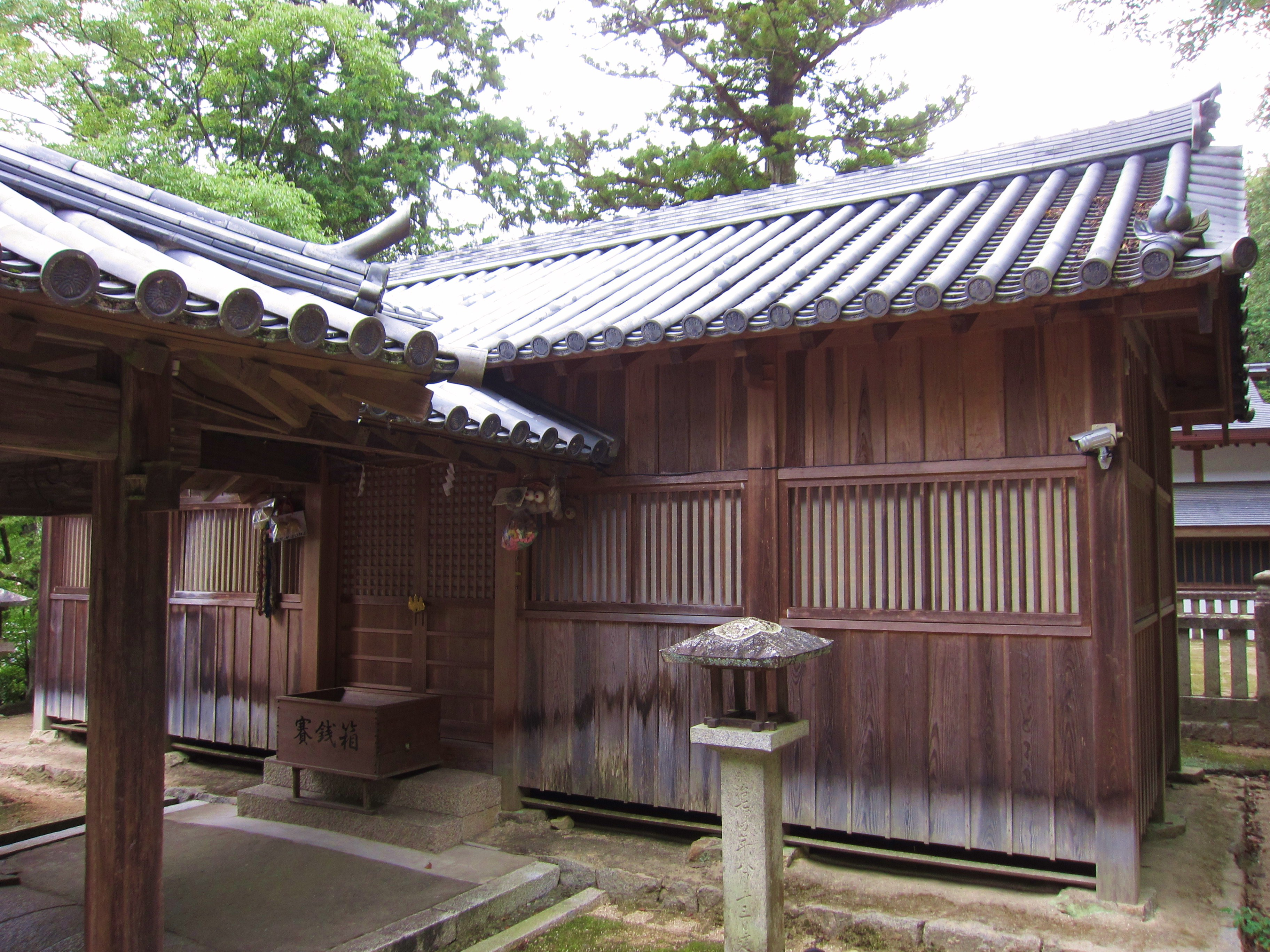
本宮社

古くは5つの社殿と72の末社があったとされる。5つの社殿（本社正宮・本宮社・新宮社・内宮社・岩山宮）を「吉備津五所大明神」と総称した。2025年（令和7年）現在、新宮社と内宮社は本宮社に合祀されている。
- 本宮社 - 五所大明神の1社。祭神：孝霊天皇（第7代。大吉備津彦命の父）。
  - 新宮社 - 五所大明神の1社。祭神：吉備武彦命（若日子建吉備津日子命の子）。本宮社に合祀。明治末までは南方の東山に鎮座。
  - 内宮社 - 五所大明神の1社。祭神：百田弓矢比売命（大吉備津彦命の妃）。本宮社に合祀。元は吉備の中山の南部山上に鎮座。
- 三社宮 - 次の3社を総称。
  - 春日宮
  - 大神宮
  - 八幡宮
- 岩山宮 - 五所大明神の1社。祭神：建日方別命（吉備国の地主神）。
- 滝祭神社
- えびす社
- 祖霊社
- 一童社
- 宇賀神社 - 神池の島に鎮座。

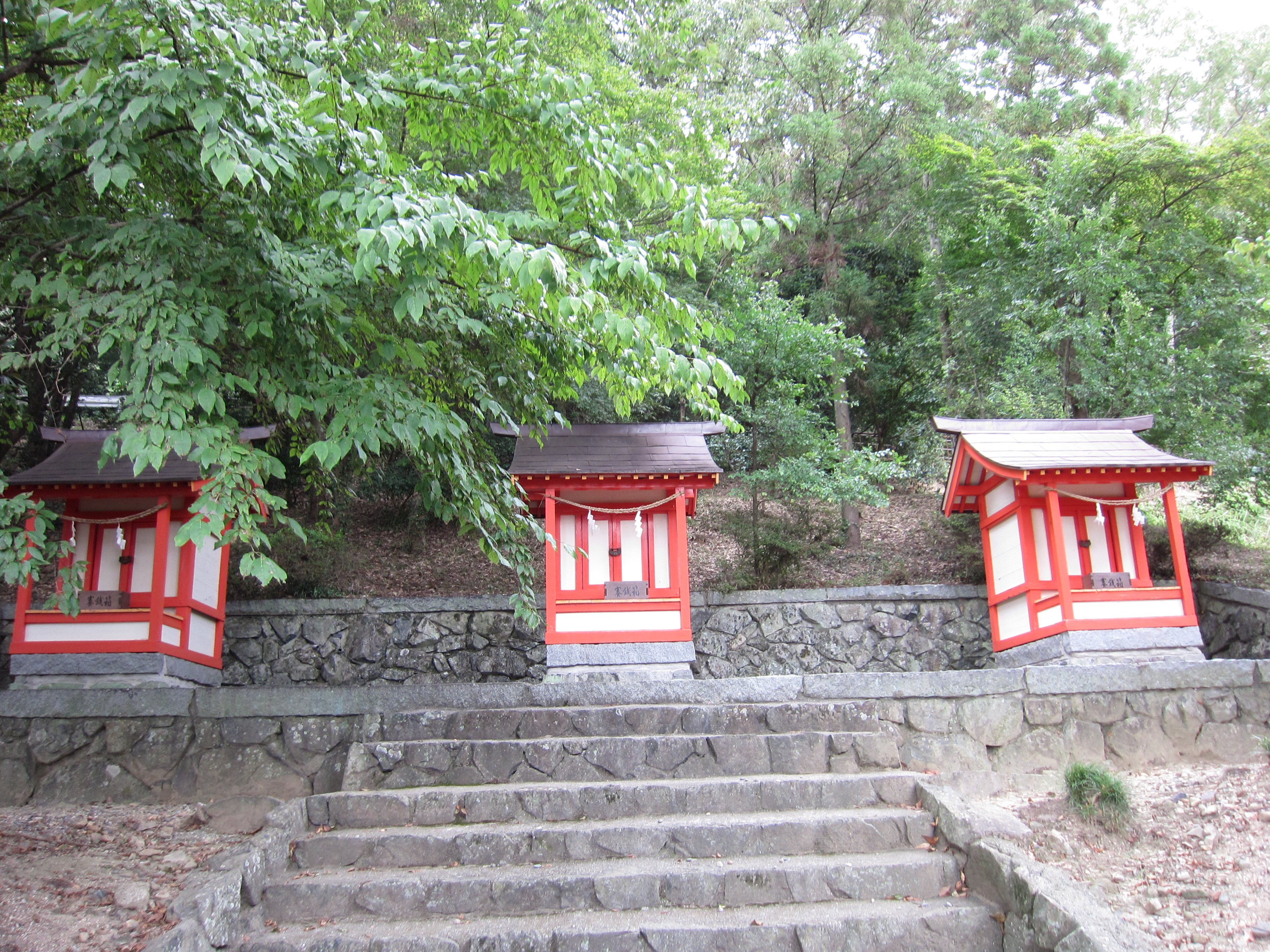
三社宮（左から春日宮、大神宮、八幡宮）
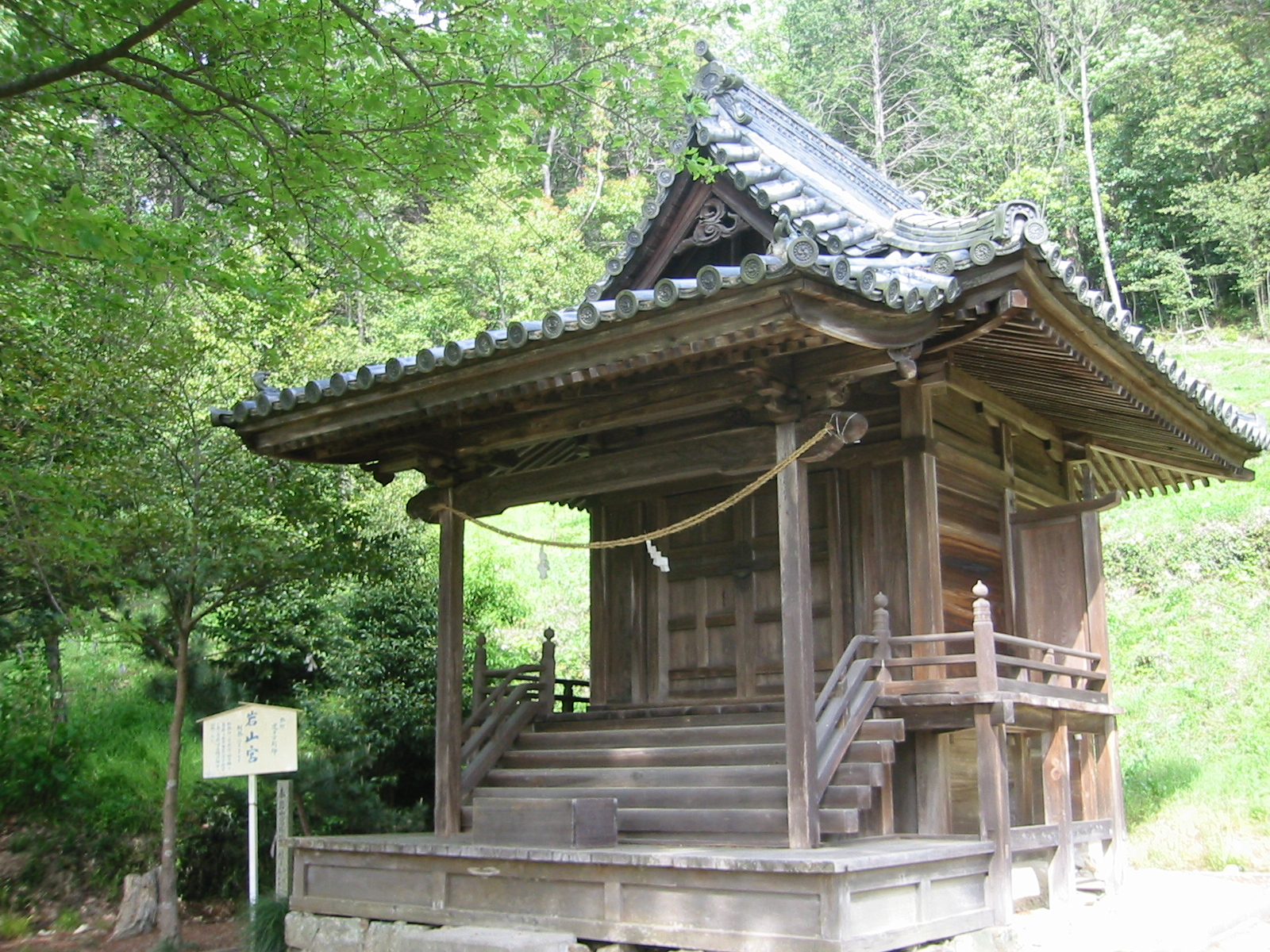
岩山宮
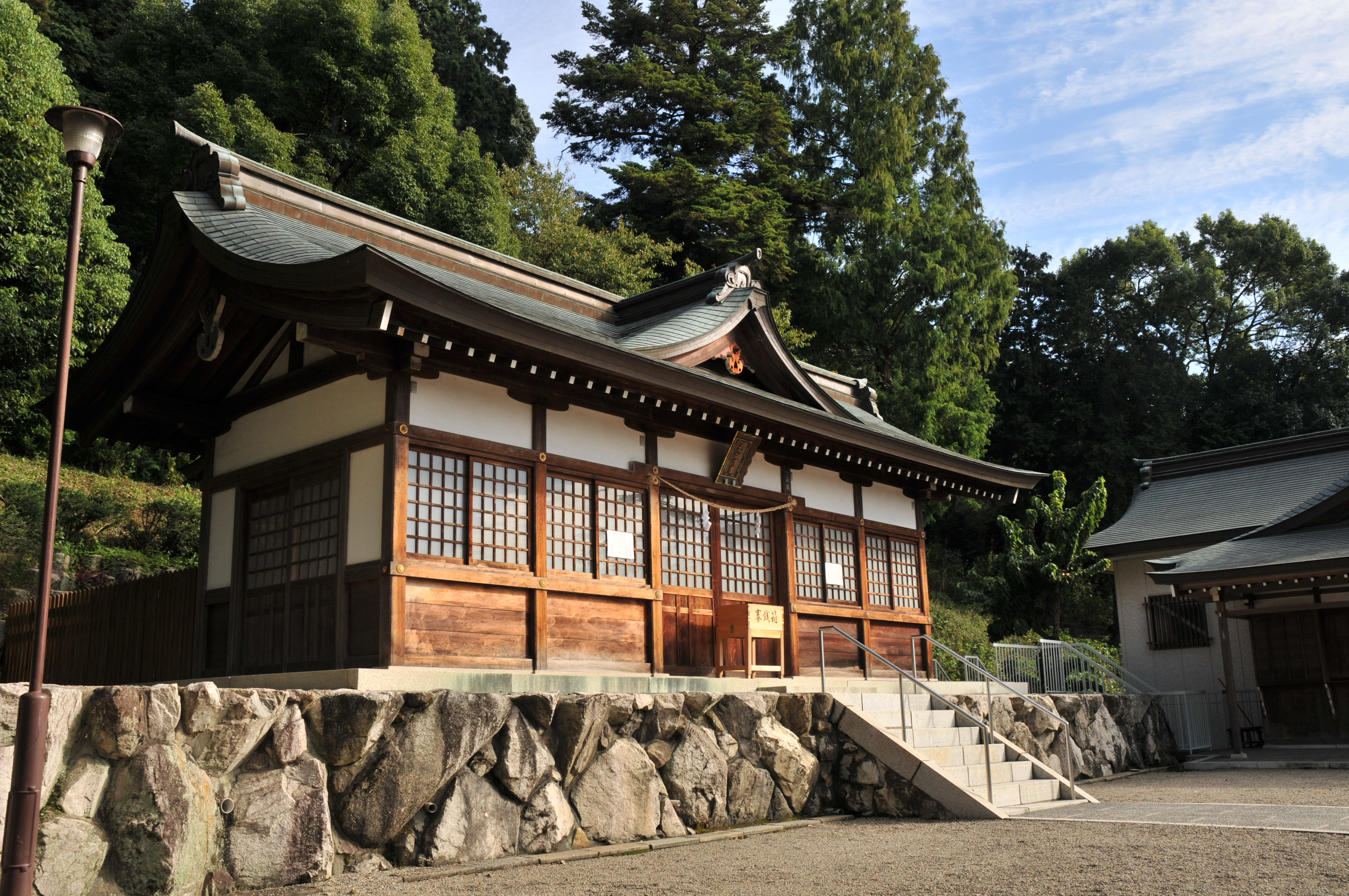
えびす社
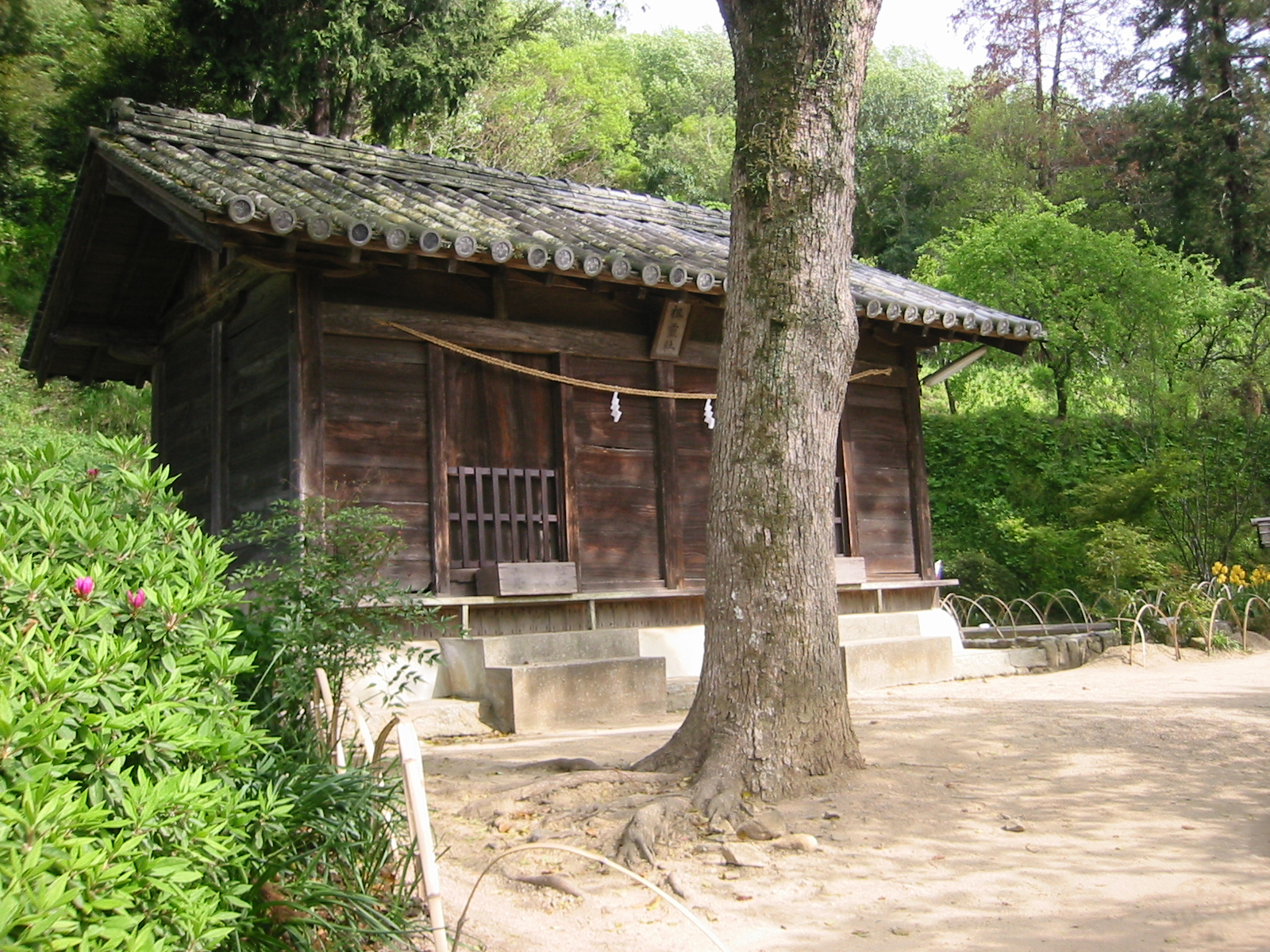
祖霊社
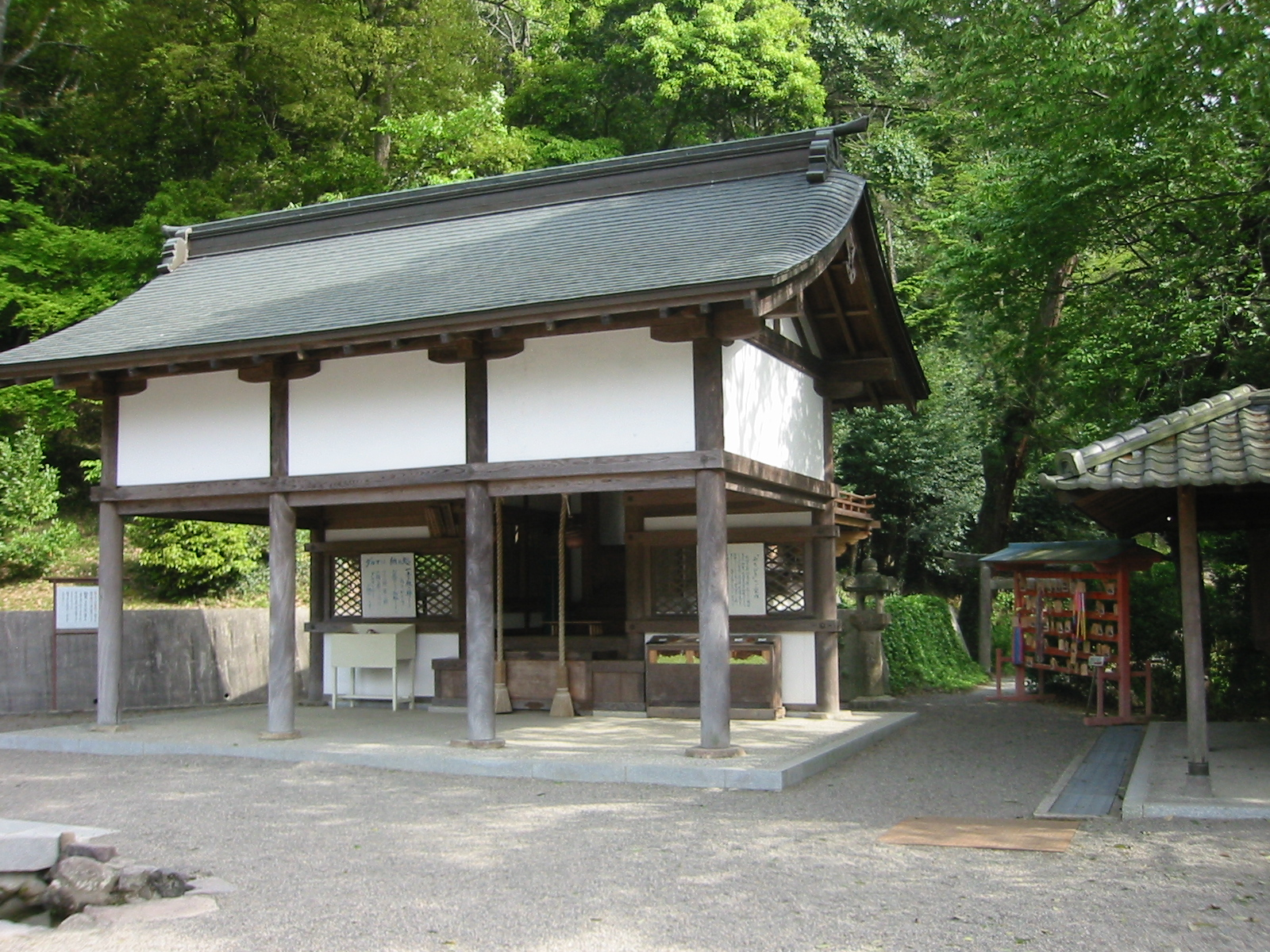
一童社
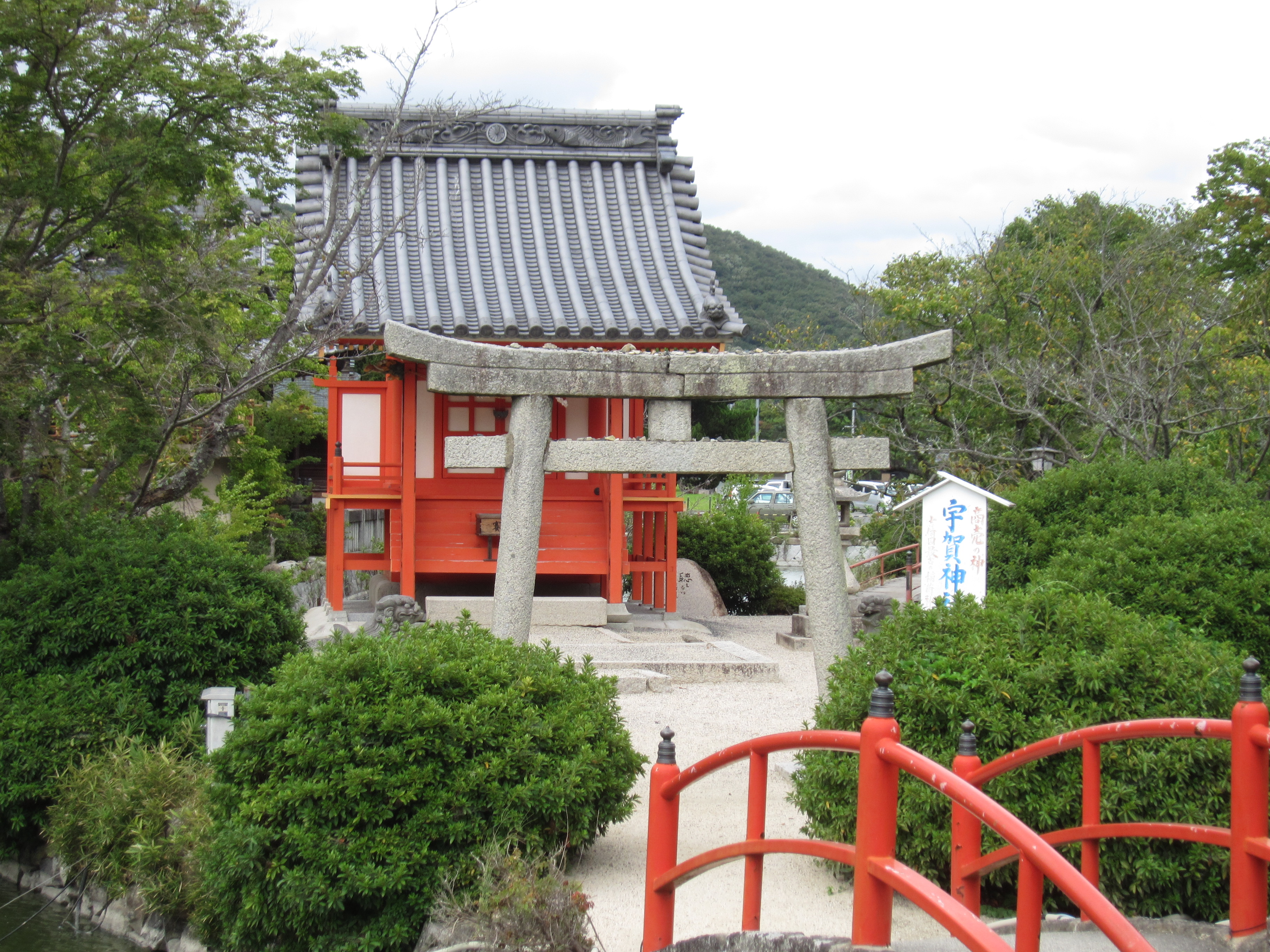
宇賀神社

## 主な祭事
- 毎月
  - 月旦祭 （1日）
  - 月次祭 （13日）
- 1月
  - 歳旦祭 （1月1日）
- 2月
  - 節分の日祭 （2月3日）
  - 建国記念の日の祭 （2月11日）
- 5月
  - 春季大祭 （5月第2日曜）
  - 木堂祭 （5月15日）
- 6月
  - 大祓式 （6月30日）
- 7月
  - 夏祭り （7月31日）
- 10月
  - 秋季大祭 （10月第2日曜）
- 12月
  - 大祓式・除夜祭 （12月31日）

## 文化財

### 国宝
- 本殿及び拝殿（附 棟札［明和6年］、棟札［弘化2年］）（建造物）
室町時代中期、応永32年（1425年）の造営。本殿・拝殿合わせて1棟として指定。1902年（明治35年）4月17日に当時の古社寺保存法に基づき、特別保護建造物に指定、1952年（昭和27年）3月29日に文化財保護法に基づき国宝に指定[9]。

### 重要文化財（国指定）
- 南随神門（建造物）
室町時代前期、延文2年（1357年）の造営。1911年（明治44年）4月17日指定[13]。
- 北随神門（建造物）
室町時代後期、天文12年（1543年）の造営。1913年（大正2年）4月14日指定[12]。
- 御釜殿（建造物）
江戸時代、慶長17年（1612年）の造営。1980年（昭和55年）1月26日指定[10]。
- 木造獅子狛犬 1対（彫刻）
鎌倉時代後期から南北朝にかけての作。本殿内々陣の東西に安置される。2002年（平成14年）6月26日指定[15]。

### 重要無形民俗文化財（国指定）
- 備中神楽
備中地方各地で奉納される神楽で、吉備津神社では毎月10日のえびす祭で演じられる。保護団体は備中神楽保存会。1979年（昭和54年）2月3日指定[16]。

### 岡山県指定文化財
- 重要文化財（有形文化財）
  - 回廊（建造物） - 戦国時代、天正年間（1573年 - 1591年）の造営。1976年（昭和51年）3月27日指定[11]。
  - 大太刀 銘 備州長船秀幸（工芸品） - 室町時代、長禄3年（1459年）の作。岡山県立博物館に寄託。1982年（昭和57年）4月9日指定[17]。刃長127.2センチメートル、反り3.9センチメートル。鎬造り、庵棟。秀幸は、小反り派と呼ばれる長船派傍流の刀工の中でも代表的な人物。
  - 大太刀 法光（工芸品） - 室町時代、文安3年（1446年）の作。岡山県立博物館に寄託。1994年（平成6年）4月5日指定[18]。全長377.3センチメートル、刃長226.7センチメートル、反り5センチメートル、重量13キログラム。鎬造り、丸棟。古刀期では国内最大の日本刀。奉納刀で使用した形跡は無いが、刃全体に焼入れを施し、茎が長く、3つの目釘孔が均等に空いており、実戦を意識して制作されたことがわかる。
  - 行道面（工芸品） - 岡山県立博物館に寄託。1959年（昭和34年）3月27日指定[19]。
  - 高麗版一切経（書跡・典籍） - 朝鮮の高麗時代の経典。1959年（昭和34年）3月27日指定[20]。
  - 紙本墨書連歌（書跡・典籍） - 応永8年（1401年）に吉備津神社で行われた法楽連歌の発句を集めたもの。1959年（昭和34年）3月27日指定[21]。
- 無形民俗文化財
  - 宮内踊 - 門前町の宮内地区で7月31日に行われる。1959年（昭和34年）3月27日指定[22]。

## 被害
- 2021年（令和3年）1月15日から22日にかけて、神社の拝殿や回廊の柱などに何者かが線状の傷をつけていたことが発覚。同年2月に松山城や高知城に傷をつけていた容疑者が文化財保護法違反で逮捕され、吉備津神社でも同様の犯行を行っていたとして再逮捕されている[23]。

## 登場作品
- 『雨月物語』 - 「吉備津の釜」にて鳴釜神事が登場する。

## 現地情報

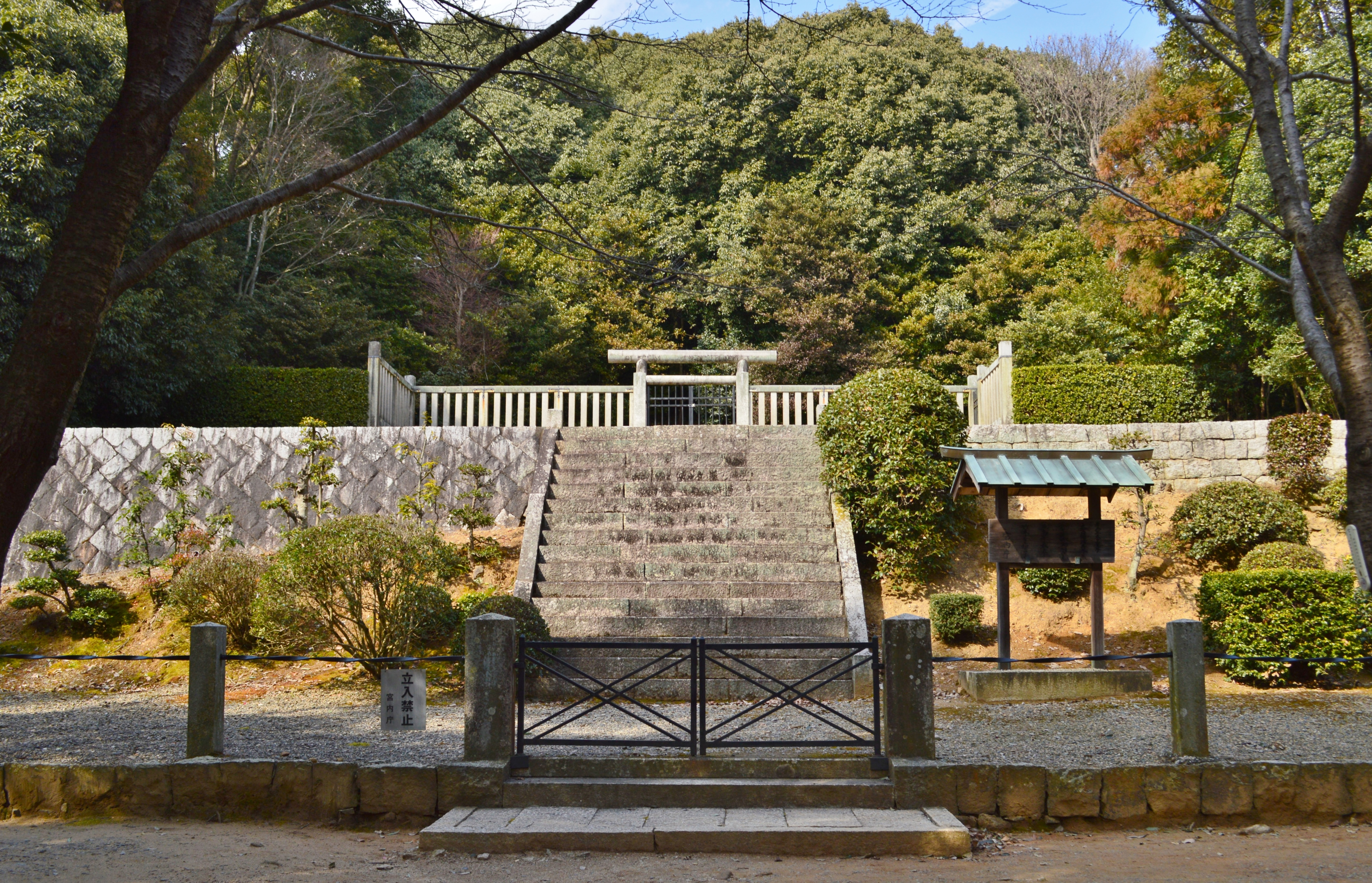
中山茶臼山古墳大吉備津彦命の宮内庁治定墓。

所在地
- 岡山県岡山市北区吉備津931

交通アクセス
- 鉄道
  - 西日本旅客鉄道（JR西日本）吉備線 吉備津駅 （徒歩10分）
- バス
  - 備北バス（東総社経由「地頭」行き）で、「吉備津神社参道口」バス停下車 （下車後、徒歩2分）
  - 中鉄バス（国道180号方面「吉備津神社」行き）で、「吉備津神社」終点バス停下車 （下車後、徒歩すぐ）（現在休止中）
  - 中鉄バス（国道180号方面「稲荷山」行き、または「大井行き」）で、「吉備津神社参道口」バス停下車 （下車後、徒歩2分）（現在[いつ?]休止中）

周辺
- 吉備の中山
境内後方の吉備の中山には多くの古墳や古代祭祀遺跡が残り、古くより神体山として信仰されたと考えられている。中央の茶臼山（160メートル）山頂には大吉備津彦命の墓とされる古墳があるほか、最高峰の竜王山（北峰、標高175メートル）山頂には吉備津彦神社が祀る磐座がある。
  - 中山茶臼山古墳 - 墳丘長120メートルの前方後円墳。宮内庁により「大吉備津彦命墓」として治定されている。
  - 吉備考古館
- 吉備津彦神社 - 備前国一宮。
- 伝賀陽氏館跡 - 吉備津神社神官を務めた賀陽氏の館跡とされる。岡山県の指定史跡[24]。
- 栄西上人生誕地の碑
- 造山古墳 - 全国第4位の大きさの前方後円墳。